# Tyrkiet Rundt 2016
Tyrkiet Rundt 2016 var den 52. udgave af det tyrkiske landevejscykelløb. Løbet foregik i perioden 24. april til 1. maj 2016. Løbet var en del af UCI Europe Tour 2016 og var i kategorien 2.HC.

## Hold
| UCI World Teams Lampre-Merida                                                  | Lotto-Soudal                                                                     |                                                     |
| Professionelle kontinentalhold Team Roth CCC Sprandi Polkowice Verva ActiveJet | Southeast-Venezuela Funvic Soul Cycles-Carrefour Nippo-Vini Fantini-Europa Ovini | Caja Rural-Seguros RGA Delko-Marseille Provence KTM |
| Kontinentalhold Torku Şekerspor Parkhotel Valkenburg Continental               | Team Hrinkow Advarics Cycleang Astana City                                       | Alpha Baltic - Maratoni.lv Unieuro Wilier           |

## Etaperne
| Etape    | Dato     | Start – Mål               | type              | Afstand (km) | Etapevinder        | Førende rytter     |
| -------- | -------- | ------------------------- | ----------------- | ------------ | ------------------ | ------------------ |
| 1. etape | 24. apr. | Istanbul – Istanbul       | kuperet etape     | 129,2        | Przemysław Niemiec | Przemysław Niemiec |
| 2. etape | 25. apr. | Kappadokien – Kappadokien | middel bjergetape | 154,1        | Pello Bilbao       | Przemysław Niemiec |
| 3. etape | 26. apr. | Aksaray – Konya           | kuperet etape     | 158,9        | André Greipel      | Pello Bilbao       |
| 4. etape | 27. apr. | Seydişehir – Alanya       | kuperet etape     | 187          | Sacha Modolo       | Pello Bilbao       |
| 5. etape | 28. apr. | Alanya – Kemer            | flad etape        | 189,3        | Jakub Mareczko     | Pello Bilbao       |
| 6. etape | 29. apr. | Kumluca – Elmalı          | bjergetape        | 116,9        | Jaime Rosón        | José Gonçalves     |
| 7. etape | 30. apr. | Fethiye – Marmaris        | kuperet etape     | 128,6        | Sacha Modolo       | José Gonçalves     |
| 8. etape | 1. maj   | Marmaris – Selçuk         | kuperet etape     | 201,7        | Jakub Mareczko     | José Gonçalves     |

## Trøjernes fordeling gennem løbet
| Etape  | Etapevinder        | Førertrøjen        | Pointtrøjen        | Bjergtrøjen        | Turkish Beauties Sprints | Holdkonkurrencen       |
| ------ | ------------------ | ------------------ | ------------------ | ------------------ | ------------------------ | ---------------------- |
| 1      | Przemysław Niemiec | Przemysław Niemiec | Przemysław Niemiec | Rémy Di Gregorio   | Lluís Mas                | Lampre-Merida          |
| 2      | Peio Bilbao        | Przemysław Niemiec | José Gonçalves     | Rémy Di Gregorio   | Lluís Mas                | Caja Rural-Seguros RGA |
| 3      | André Greipel      | Peio Bilbao        | José Gonçalves     | Rémy Di Gregorio   | Lluís Mas                | Caja Rural-Seguros RGA |
| 4      | Sacha Modolo       | Peio Bilbao        | José Gonçalves     | Rémy Di Gregorio   | Lluís Mas                | Caja Rural-Seguros RGA |
| 5      | Jakub Mareczko     | Peio Bilbao        | Alberto Cecchin    | Rémy Di Gregorio   | Lluís Mas                | Caja Rural-Seguros RGA |
| 6      | Jaime Rosón        | José Gonçalves     | José Gonçalves     | Przemysław Niemiec | Lluís Mas                | Caja Rural-Seguros RGA |
| 7      | Sacha Modolo       | José Gonçalves     | Manuel Belletti    | Przemysław Niemiec | Lluís Mas                | Caja Rural-Seguros RGA |
| 8      | Jakub Mareczko     | José Gonçalves     | Manuel Belletti    | Przemysław Niemiec | Lluís Mas                | Caja Rural-Seguros RGA |
| Samlet | Samlet             | José Gonçalves     | Manuel Belletti    | Przemysław Niemiec | Lluís Mas                | Caja Rural-Seguros RGA |

## Resultater
|     | Rytter         | Hold                   | Tid      |
| --- | -------------- | ---------------------- | -------- |
| 1.  | José Gonçalves | Caja Rural-Seguros RGA | 32:31.35 |
| 2.  | David Arroyo   | Caja Rural-Seguros RGA | + 0.18   |
| 3.  | Nikita Stalnov | Astana City            | + 0.56   |
| 4.  | Lluís Mas      | Caja Rural-Seguros RGA | + 2.13   |
| 5.  | Adam Hansen    | Lotto Soudal           | + 4.46   |
| 6.  | Greg Henderson | Lotto Soudal           | + 6.46   |
| 7.  | Stig Broeckx   | Lotto Soudal           | + 9.22   |
| 8.  | Gert Dockx     | Lotto Soudal           | + 12.46  |
| 9.  | Jaime Rosón    | Caja Rural-Seguros RGA | + 12.58  |
| 10. | Mauro Finetto  | Unieuro Wilier         | + 13.08  |

## Elsterne henvisninger
- Officielle hjemmeside
- Tyrkiet Rundt 2016 på Cykelsiderne
- Tyrkiet Rundt 2016 på ProCyclingStats (engelsk)
- Tyrkiet Rundt 2016 på Cycling Quotient (engelsk)